# Kristen Gilbert
Kristen Gilbert, född 13 november 1967 i Fall River, Massachusetts, är en amerikansk seriemördare och före detta sjuksköterska. År 2001 dömdes hon för fyra mord och två mordförsök till livstids fängelse utan möjlighet till villkorlig frigivning. När hon arbetade på Northampton Veterans Affairs Medical Center i Northampton i Massachusetts hade hon orsakat hjärtstillestånd hos patienter genom att tillföra epinefrin i deras dropp. Gilbert misstänkts för minst 350 mord, men hon dömdes endast för fyra.